# 花山車站 (日本)

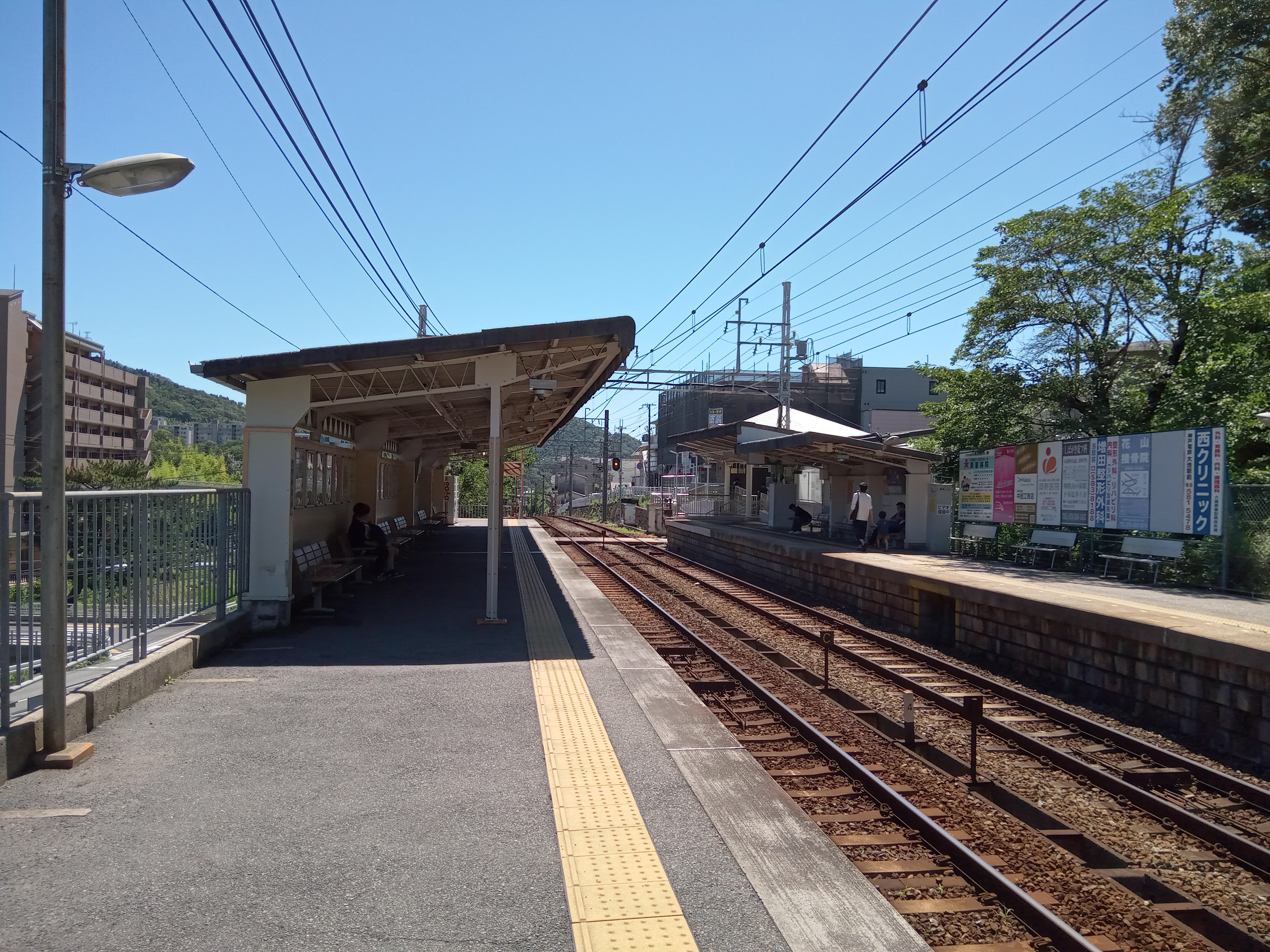
月台(2023年7月)

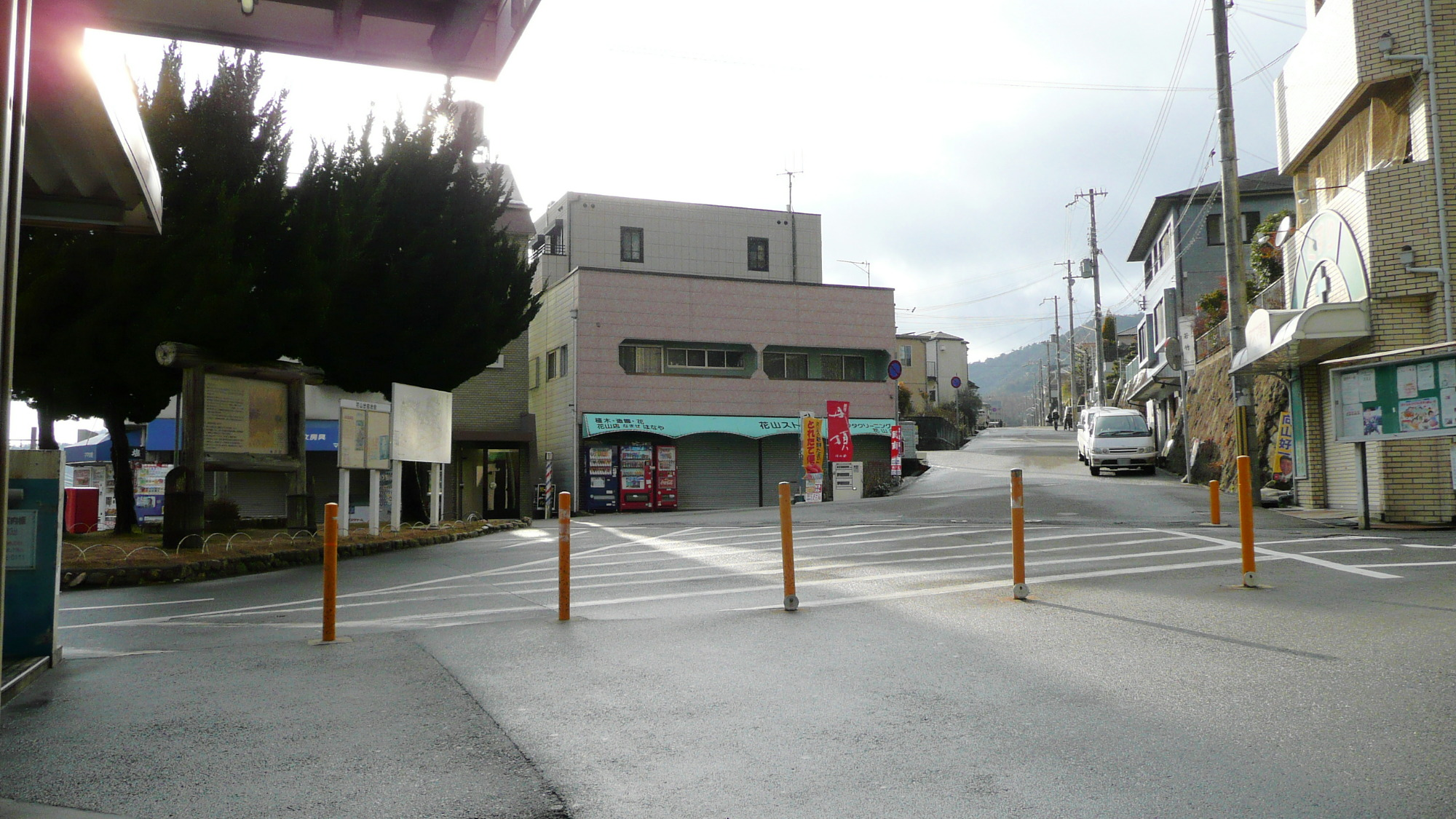
站前廣場

花山站（日语：／ Hanayama eki */?）位於兵庫縣神戶市北區花山台，是神戶電鐵有馬線的鐵路車站。車站編號為KB11，標高281公尺。

## 歷史
- 1965年（昭和40年）12月1日 - 有馬線的谷上 - 大池間新設本站[1]。
- 2020年（令和2年）3月14日 - 時刻表更新，急行列車開始停靠本站[2]。

## 車站構造
側式月台2面2線的地面車站。站房位於下行月台側，上下行月台間有平交道連通。

### 月台
| 月台   | 路線   | 方向 | 目的地                          |
| ------ | ------ | ---- | ------------------------------- |
| 站房側 | 有馬線 | 下行 | 往 有馬口、有馬溫泉、橫山、三田 |
| 對向側 | 有馬線 | 上行 | 往 谷上、鈴蘭台、湊川、新開地   |

※月台並無設定編號。

## 使用狀況
2017年的1日上車人次約1,978人。

## 車站周邊
- 兵庫縣道15號神戶三田線（日语：兵庫県道15号神戸三田線）（有馬街道[1]）
- 神戶市立花山小學校
- 神戶花山東郵局
- 真星醫院
- 花山東團地 - 設有日本第一座斜行式電梯。

## 相鄰車站
神戶電鐵
 有馬線
■特快速
通過
■急行、■準急、■普通
谷上（KB10）－花山（KB11）－大池（KB12）

## 外部連結
- 花山 - 神戶電鐵